# Jaciment arqueològic de Pau
El jaciment arqueològic de Pau és un jaciment en superfície entre Vilajuïga i Pau, a l'Alt Empordà i descobert per Santiago Serra el 1980.